# Täschhorn
Täschhorn é uma montanha nos Alpes Peninos, cujo ponto culminante se situa a 4491 m de altitude, a dominar a localidade de Täsch.
O Täschhorn pertence ao maciço dos Mischabel, cujo conjunto é formado por três cimos; o Dom de Mischabel ao centro, o Täschhorn a sul, e o Alphube a norte, que formam o mais importante grupo montanhoso dos Alpes suíços.

## Ascensões
A primeira ascensão foi feita em 30 de julho de 1862 por Stefan e Johann Zumtaugwald, J.Llewelyn Davies, J.W. Hayward et Peter-Josef Summermatter
- 1876 - Aresta sudeste por James Jackson com Ulrich Almer
- 1887 - Aresta oeste-sudoeste (Aresta do Diabo) par Albert F. Mummery com Alexander Burgener e Franz Andermatten
- 1906 - Face sudoeste por V.J.E. Ryan com os guias Josef e Franz Lochmatter e Geoffrey Winthrop Young com o guia Joseph Knubel. Esta ascensão por esta face é muito difíil e perigosa, constituindo uma das grandes feitos do alpinismo.
- 1920 - Ascensão invernal e em esqui por Marcel Kurz